# Leobardo Perez Jimenez
Leobardo Pérez Jiménez (El Carmen de Viboral, 22 settembre 1945) è un artista colombiano.
È famoso per opere e interventi che partono da problematiche vicine al sociale, per trascendere nell'universalità dell'essere. Vive e lavora a Medellín in Colombia.

## Biografia
Leobardo Perez Jimenez inizia il suo percorso artistico di nascosto dal pubblico e dalla critica artistica colombiano. Raggiunta la maggiore età inizia la sua carriera artistica con la libertà di esprimere il suo lavoro senza le pressione del mezzo artistico, accademico o commerciale.
La sua consacrazione in Colombia arriva con le sue sculture in materiali carichi di contenuto storico. In seguito la mostra "Armas para inmortalizar" e le sue opere monumentali le posizionano a livello nazionale e attirano il mercato internazionale, principalmente gli Stati Uniti.

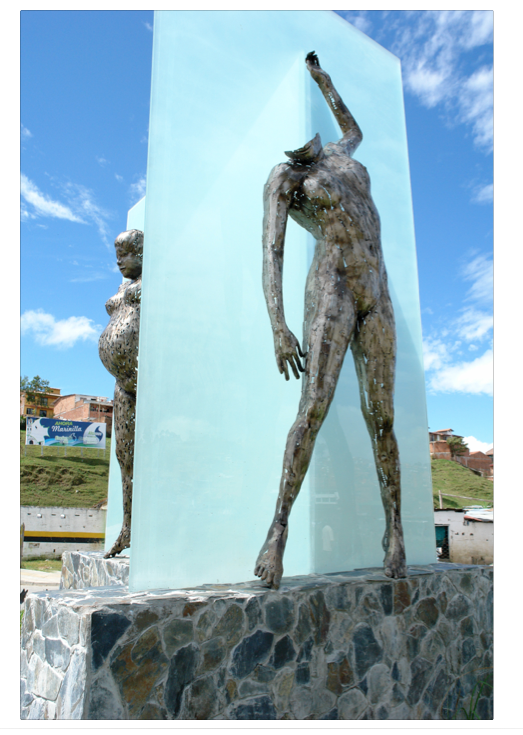
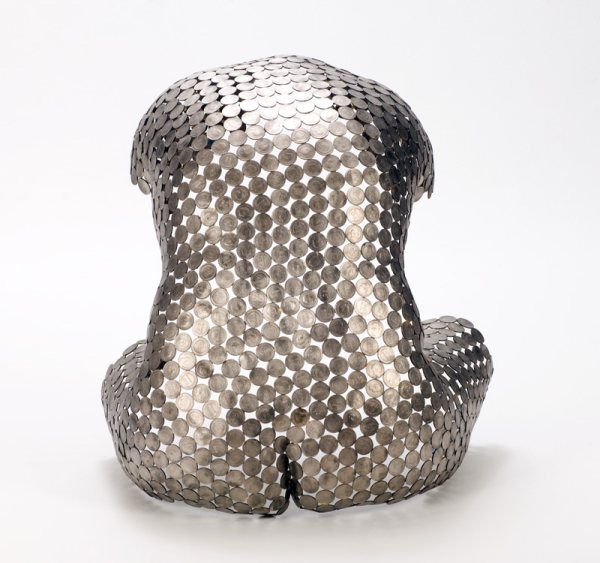
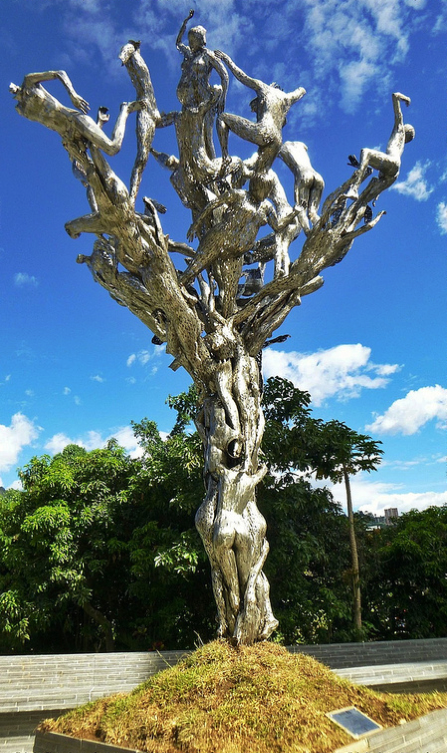
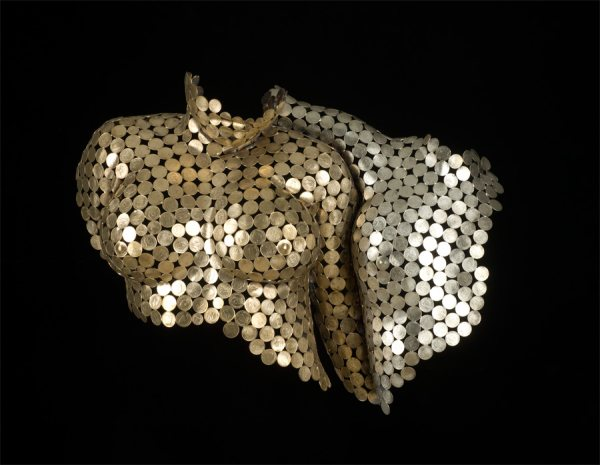